# 東京都立朝鮮人学校
東京都立朝鮮人学校（とうきょうとりつちょうせんじんがっこう）とは、東京都がかつて設置していた学校。在日朝鮮人子弟を対象とする都立の外国人学校である。

## 概要
朝鮮学校閉鎖令により、在日本朝鮮人連盟が設立した朝鮮学校は全て閉鎖されることになった。
東京都教育委員会は、1949年11月20日に「東京都立朝鮮人学校設置規則（昭和24年東京都教育委員会規則第13号）」を制定、都内の朝鮮学校14校が都立化された。
都教委は、教育方針として「四原則」（下記参照）を打ち出し、同年12月20日より運営を開始した。東京都より、日本人校長や教諭が派遣され、朝鮮人の講師とともに在日朝鮮人子弟の教育にあたった。
朝鮮戦争勃発後、当局の視線は厳しいものがあり、1951年3月7日には、王子朝鮮人学校事件が発生している。
1953年12月、東京都教育委員会は、東京都立朝鮮人学校に対し、「イデオロギー教育」・集団陳情の禁止、民族教育科目の課外化などを通達した。
1954年に都教委は、私立学校移管の方針を表明した。朝鮮人側は学校法人東京朝鮮学園を設立し、1955年4月1日付で都立朝鮮人学校の財産を引き継いだ。

## 四原則
- 教育用語は日本語とする。
- 民族教育科目は課外とし、朝鮮語は外国語として扱う。
- 施設は現状のままとし、それ以上拡充しない。
- 教員資格がない朝鮮人教員は、講師扱いとする。